# Takeshi Konomi
Takeshi Konomi (許斐剛, Konomi Takeshi), né le 26 juin 1970 à Toyonaka dans la Préfecture d'Ōsaka au Japon, est un mangaka.

## Auteur
- Le Prince du tennis (juillet 1999 - mars 2008)
- Shin Prince of Tennis (mars 2009 - en cours)